# 神様もサイコロを振るかもしれない
『神様もサイコロを振るかもしれない』（かみさまもサイコロをふるかもしれない）は、宮島シラズによる日本のSFファンタジー小説とそのシリーズ作品。既刊2巻。発表形態が電子書籍に限定されており、ISBNも取得されていない。

## 概要
高校生達がテーブルトークRPG「エンドレス・ヴァース」の制作とセッションを重ねる現実パートと、エンドレス・ヴァースの世界におけるキャラクター達の姿を描いたファンタジーパートが交互に展開される。
現実パート
TRPGの制作と実際のプレイ模様が描かれている。セッション中に主人公達がゲーム世界を客観的に語るメタ・フィクションとしての一面も持つ。ゲームを始め、小説や演劇等の娯楽、身近な話題から神話や宗教等についても議論を交わすシーンがある。その他の登場人物が語った内容を語り手である紀が一人称の視点からまとめるという構図が多く見られる。
第2巻において現実パートでも非現実的な事件が発生する。TRPG制作との関係性が疑われ主人公達が解決に挑む等、サイエンス・フィクションやロー・ファンタジーの側面が現れる。
ファンタジーパート
TRPGの世界を舞台としたハイ・ファンタジー。誇張を控え、現実に等しい「もうひとつの現実」として描かれている。これは劇中劇の作者績綾の姿勢という設定であり、本作の作者宮島自身の姿勢でもある。主人公パーティは20歳前後の若者達だがその他は中年から壮年に当たるキャラクターが多数登場し、土地の不正売買や不倫トラブル等現実社会で語られる題材も扱われている。モンスターとの戦闘よりもそこに至る過程や主人公達の心理描写に焦点が当てられており、現実パートで登場人物の一人が「戦闘が少ない」と指摘する場面もある。
本作におけるファンタジーパートは現実パートで行われるTRPGのセッション内容を踏まえて書かれたリプレイ小説という位置付けになっており、キャンペーンと同期する形で進行する。本作のジャンルそのものはSF要素を含むファンタジー小説だが他にも様々な側面があり、書籍としてはカテゴライズされずに取扱われている。
装丁はアップデートにより数度変更されているが、一般的なライトノベルのようにイラストが採用された事はない。2022年2月現在の装丁は巻数をダイスで示したCG画像となっており、タイトルも作者名も記されていない。過去には出版社名及びレーベル名が併記されていたが現在は個人名義のみでの出版となっている。それらの変更や事情について作者側からのコメントやアナウンスはない。

## あらすじ

### 現実パートのあらすじ
1990年の都立高校が舞台。ボードゲーム同好会のゲームマスター紀貴は文学少女の績綾と共にオリジナルTRPG「エンドレス・ヴァース」の制作を続けていた。二人だけの同好会に幼馴染の神輿美代、転校生の相馬翔と周防麗らが加わり部活へと昇格するまでが第1巻の内容であり、同好会の活動、演劇部や刺繍同好会との関わりや転入生の合流、キャンペーンのセッションや雑談する様子等が描かれている。ラストには相馬と周防が何らかの目的によって紀達の高校へ転入した事が示唆されると共に、本作のタイトルが表す不確定性と対立する「神は賽を振らない」という台詞が語られる。
第2巻で紀は部長としてのTRPG部活動初日を終える。帰宅を前に「桜の写真を撮りたい」と言う相馬に付き合い校庭へ寄った彼は異常現象に巻き込まれる。相馬と周防の様子を紀は演技と思い傍観していたが、突如出現した鎌鼬に片足を切断されてしまう。その後相馬から状況を説明された紀は、無力さを感じながらも問題の解決に向けて相馬達「組織」の人間への協力を受諾するのであった。

### エンドレス・ヴァースのあらすじ
第1巻は装鱗族の若者ジンガッシュがアリア衛士団へと入団し、仲間と共に依頼をこなすという形で物語が進行する。ジンガッシュは任地で他種族の文化や風俗に触れ、旧弊的な装鱗族の暮らしとは異なる魅力をそれらに感じ始める。グランベルタンでの任務で様々な能力を持つ人間が世界には存在するのだと悟ったジンガッシュは、自分にできる事を探す決意を新たにする。
第2巻は源操術管理局の局員であるレイとフレッドの前日譚と、サイモンを加えた任務の様子が描かれている。ブレソール邸への潜入調査においてレイとフレッドは異常な姿の馬と戦闘になる。アンデルパッソで調査記録を回収する任務に同行したサイモンは、管理局員達と仕事を共にして自分の将来や理想に向けての見識を深めようとする。一方、嘗て戦争を引き起こした聖女派による決起集会が秘密裡に開かれていた。

## 登場人物

### 現実パートの登場人物

#### ボードゲーム同好会とその活動に参加する人物
紀 貴（きの たかし）
東京都立東大泉高校2年E組の男子生徒。ボードゲーム同好会で績と共にエンドレス・ヴァースの制作を続け、ゲームマスターを務めている。績が書いたシナリオに基づきセッションを進行している。紀自身読書家で文章力もあり、1年生の時には演劇部の脚本を書いていた。戦前の日本文学や推理小説に親しみを持つ。久生十蘭の『顎十郎捕物帳』を廊下で読むシーンがある。
本作の現実パートは紀視点の一人称で進行する為に外見的な特徴に関する描写はほとんどない。「脚が伸びなかった」と述べる等、他の男子より身長が低い。紀不在の場面で会話をする相馬と周防の描写や、紀を第三者が描写するシーン等一部例外がある。観察眼や論理性に優れ、語り役として周囲の状況を分析的に言葉にできる人物。重傷を負った際にも敵の正体を見極め、戦闘中の周防に警告を発した。当人は自身の事を「何事にも中途半端な人間」であると考えており、新垣や相馬との比較においてやや卑屈な自己評価を下している。
名前は紀貫之をもじったもの。
績 綾（つむぐ あや）
2年C組の女子生徒。1年生の時から紀と共にボードゲーム同好会で活動している。文才の持ち主でエンドレス・ヴァースのシナリオとリプレイ小説の執筆担当。父親から譲り受けたワープロを使っている。小学生並の体格。栗色の癖毛を伸ばし放題にしており、後ろからは小さな雄ライオンに見える。丸い目。
普段は大人しく小さな声しか出さない。ゲーム進行も紀に任せているが女性キャラクターの台詞は績自身が読む。自分が考えた設定について語る時には早口になる。知人との挨拶に応じる、意見を述べる、プレイヤーの質問に対して明確に答える等、表情に乏しい点を除けば他人とのコミュニケーションに障害はない。
特異事象と呼ばれる謎の現象の中心人物。績自身は特異事象が発生すると眠ってしまう為自覚はない。組織と紀は績にショックを与えないように配慮しつつ調査を進めている。特異事象内には績が設定したエンドレス・ヴァースのモンスターが出現する。彼女が創作の為のサンドボックス代わりに事象を利用しているという仮説が組織の人間により立てられた。
好物はあたりめでセッション中にも齧っている。花粉症。
新垣 仁（あらがき じん）
2年E組の男子生徒。座席は紀の前。演劇部部長。1年生の時から演劇部内で主役の座を勝ち取って演じている。髪を脱色し、耳には青いピアスを着けている。長身。紀曰く「それなりに整った顔立ち」。周囲の人間には飄々とした態度で接するが、時折理性的な一面も見せる。コンピュータ・ゲームに対しては否定的で、遊ぶだけ時間の無駄だと考えている。しかしTRPGは気に入った様子でボードゲーム同好会のセッションにも望んで参加し、リーダーとして積極的にプレイしている。
使用キャラクターはファランドール・ジンガッシュ。
中島 あずさ（なかじま あずさ）
3年A組の女子生徒。演劇部副部長。演出担当。普段はパーカーにジャージというラフな格好で過ごし姿勢も悪い。度の強い眼鏡をかけている。実は圧倒的な美貌を持ち、演劇部でヒロインを演じる時だけその姿を見せる。新垣に付き合う形でセッションに参加する。ゲームには詳しくないが「その分冷静な意見が貰える」と紀に有難がられている。中島自身もTRPGを演技として楽しんでいる。
名前は栗本薫の別名義から。使用キャラクターはラネッタ・アルル。
神輿 美代（みこし みよ）
新入生の女子。ボードゲーム同好会と演劇部の掛け持ち。制服の上にカーディガンを羽織りルーズソックスを履くというギャル風の容姿。幼馴染の紀を「兄ちゃん」と呼ぶ。ピアスを開ける際は紀に諭され病院に行った。焦げ茶の猫目。
一度見聞きした事は忘れず学力も高い。偏差値がより高い学校へも進学できたが中学時代に新垣達演劇部の舞台とそこに登場したヒロイン＝中島を観て憧れを抱き、同じ高校を選ぶ。記憶に加えて暗算も速く、第1巻ではロシアンルーレットにまつわる確率論を披露する。しかしTRPGでのキャラクター作成に際し優柔不断な一面を見せる等、創作や想像に関わる事には時間をかけてしまう。料理と水泳も苦手。
使用キャラクターはリアン・トラ・イザベル。
吉岡 幸太郎（よしおか こうたろう）
2年E組の男子生徒。生徒会副会長。紀と神輿の幼馴染。眼鏡をかけている。きっちり整えた髪型で着用義務のないネクタイを締める等、真面目を絵に描いたような男子。紀からは績とお似合いだと思われている。身長は紀より高いが体重は軽い。紀にスポーツで体を鍛えるよう勧めるが自分はしない。柔道も弱い。生徒会副会長である彼が活動に参加していた事によってボードゲーム同好会からTRPG部への格上げがスムーズに行われた。
使用キャラクターはサイモン・バラド。
周防 麗（すおう れい）
2年E組に転入した女子生徒。相馬と共にボードゲーム同好会に加わる。家族と死別している。父親がライフル射撃の日本代表選手ともなった航空自衛官で、小学2年生の時に自衛隊入間基地がある埼玉県入間市へ転居した。現在は相馬家に同居しており、立場上は相馬の姉。首にチョーカーを巻き、制服のスカートの下にスパッツを穿いている。逞しいスポーツウーマンで特にピストル射撃においてはオリンピック級の腕前を持つ。鎌鼬の攻撃を背面跳びで回避しつつ射撃を成功させる等、身体能力が極めて高い。
紀は彼女に一目惚れする。黒髪のポニーテールに紀が見惚れる描写もある。教えていないはずの下の名前（貴）で呼ばれる幻聴を体験した紀は過去に周防と会った事があると思い込む。周防自身は「自分に似ている他の誰かではないか」と否定した。
TRPGのプレイ経験はなかったがテレビゲームのRPGをプレイしており、エンドレス・ヴァースのルールにもすぐに順応する。言葉数は少ないもののユーモアを解さないわけではない性格。ナナハンの免許を持っており、新垣に羨ましがられる。所持バイクはヤマハFZR750の公道走行モデル。
相馬と同じ組織に属する人間で、特異事象の調査と績の警護の為に転入した。事象の内側でも問題なく活動できる限られた人間の一人。拳銃や盾を瞬時に具現化する装置を持っている。
使用キャラクターはレイ・チャンドラー。
相馬 フレデリック翔（そうま フレデリックかける）
2年C組に転入した男子生徒。周防と共にボードゲーム同好会に加わる。豪邸に住んでいる。日本人の父とイギリス人の母を持つハーフだが、当人はそう呼ばれる事を好まない。186cmの長身で彫りの深い顔立ち。髪色が薄く、瞳はヘーゼル。実は紀達よりも1つ年下。温厚で理性的な性格。周囲と落ち着いて接し、他人の発言やゲーム内容についての疑問点を率直に尋ねる。ダイス運は良くない模様。
両親共に体格が良い。父親は左ハンドルの外車に乗っている。母親はブリストル出身。華（はな）という妹、隼（はやと）という弟がいる。イングランド国教会の母親同様にクリスチャンなのかと問われ「神は死んだ」と答えた。ニーチェの言葉かと訊いた紀の事を一瞬睨んだが、すぐに穏やかな顔に戻った。
周防と同じ組織に属する人間で、特異事象の調査と績の警護の為に転入した。事象の内側でも問題なく活動できる限られた人間の一人。生体を復元する装置を持っている。事件に巻き込まれ困惑する紀に対して一から事情を説明した。
ミドルネームはフレデリック・フォーサイスから。使用キャラクターはブリューゲル・フレッド。

#### その他の人物
尾上 紗耶香（おがみ さやか）
ボードゲーム同好会と同じ教室で活動している刺繍同好会のリーダー。3年生。中島とはクラスメイトで仲が良い。尾上さんが訛っておかあさんという渾名になった。菓子を食べながら刺繍をする。肥満。面倒見が良い。
TRPGには参加しないが、隣から会話に加わる事がよくある。完成した刺繍を撮影する為のカメラを持っている。中島が舞台衣装を着て部室に現れた際にも撮影を求め、同好会メンバーらと共に写真へ収めた。
成田 奈々子（なりた ななこ）
2年C組の担任教師。ボードゲーム同好会がTRPG部へと格上げされた際に部活顧問となる。赤いフレームの眼鏡。グレーのジャケットに黒のタイトスカートを着用している。紀曰く「できる女風の30歳」。
相馬や周防と同じ組織に属する人間で、績に近付く為教師として接近した。特異事象の内側で問題なく活動できた最初の人物。
名前は成田美名子から。
萩尾 琴（はぎお こと）
2年E組の担任教師。転入する予定の周防が天涯孤独である事をクラスの生徒へ事前に告げ、その点について周防自身に問わないよう釘を刺した。組織に属する人間か否かは不明。
名前は萩尾望都から。
松本（まつもと）
組織が地下に構えた事務所内の責任者。一見サラリーマン風の中年男性。白髪交じりの短髪。相馬と同じ時計を腕に巻いている。四角い輪郭に低めの背丈。
紀に対して穏やかに接し、績を取り巻く一件とその調査の必要性について理解を求めた。

#### 現実パートに登場したモンスター
鎌鼬　（カマイタチ）
鋭い刃物状の尾を持つ白い鼬。猫程度の体格。設定段階で見えない精霊のような存在を提案した紀に対し、績は実際の動物に近い姿を望みそちらが採用された。
校庭に開いた穴から「手品の鳩のように」に飛び出し紀の片足を切断した。複数体出現したが周防によって全て射殺された。

### エンドレス・ヴァースの登場人物
人物名は姓と名いずれが先か、地方や慣習によってそれぞれ異なる。

#### 主人公パーティ
ファランドール・ジンガッシュ
新垣仁のキャラクター。装鱗族の男性。20歳。劇中劇エンドレス・ヴァースにおける主人公格のキャラクターで、彼の成長や出世がファンタジーパートの中心になっている。
槍術の使い手。得意技は姿勢を低くする縄蛇の構えと、そこから放つ絡み突き。近隣には学べる相手がいないと諦めアリア衛士団＝軍隊へ入る事を望んだ。物語冒頭で犬型モンスター・十字犬との戦いに敗れ重傷を負うが、ラネッタらに助けられて一命を取り留める。敗北は紀と績によるテストプレイの結果だった。
苗字のファランドールはビゼーの「アルルの女」から。名前は新垣自身の名前をもじった物。当初新垣はギルガメシュにちなんでジンガメッシュと名付けようとした。ランドッシュという弟がいる。
ラネッタ・アルル
中島あずさのキャラクター。ジンガッシュと年が近い女性。陸王人と海王人の混血。手指は4本で水かきを生やせる。真珠色の髪。日焼けした肌。体を部分的に薄紅色の鱗が覆っている。ジンガッシュと共に行動する仲間の一人。ジンガッシュに好意を寄せているものの素直になれない。英雄に憧れはないが「何者か」にはなろうと考えている。お節介な性格。自分の事を分析的に考えるのは「底が知れてしまうようで怖い」と避けている。
水の精霊術師。傷付いたジンガッシュを治癒術で助けるが、内臓の損傷を治す高度な術は使えない。攻撃術も修得しており十字犬との戦いでは空中から氷の矢を降らせるつららや相手の回避と命中精度を下げる目潰し等を用いた。
苗字のアルルはビゼーの「アルルの女」から。新垣のキャラクターと同じ由来である為、神輿は中島と新垣の2人が交際していると考えた。
サイモン・バラド
吉岡幸太郎のキャラクター。翡翠眼の若い男性。青緑の髪。苗字もない貧しい家に生まれるが、苦学して土の精霊術師になった。彼が苗字として用いている「バラド」は出身地アリア・バラドから取った物。翡翠眼と装鱗族の間に残る確執を解消する手段を見出す為にジンガッシュと共に行動している。
相手の足止めや味方の補助が主な役回りだが、土の精霊を集合させ丸太のように薙ぎ払って攻撃する場面がある。地面に栞を挿む事でその場所まで戻る事もできる。（一種のテレポーテーション）
名は吉岡が尊敬する革命家シモン・ボリヴァルから。シモンもサイモンも綴りは同じSimonだが、「アリアの言葉は英語発音に近い」という設定を績から聞いた吉岡はサイモンを選んだ。
リアン・トラ・イサベル
神輿美代のキャラクター。獅子人の少女。16歳。慣わしにより武者修行の旅に出たところジンガッシュ達と出会った。19歳になる年まで家に帰る事が許されていないが、彼女自身は旅を楽しんでいる。ライオンの頭を持つ。獅子人の容姿は「漫画やアニメ風ではなく女性でも鬣や髭が生えている」と紀から説明を受けた神輿だったが、「ふわふわで良い」と気に入る。獅子人は希少な種族という設定であり、使用キャラクターとして選択する為には奇数か偶数かを選びダイスを振ってその目を出す必要があった。（神輿は奇数を選び1を出した）
希少種族である事を自覚しており、生き残る為には何でも食べる。人間も「今のところは食べない」だけ。笑うと糸目になる。先端が広い曲刀と盾、武器を強化する利剣術で戦う。サイモンはイサベルの剣術を見てアリアの練兵場で修得した物と推察するが、実際には母親から教わった。堅実だが単調な剣運びだとする描写もある。ベントレン邸前での戦いでは友軍であるアーロンの戦法を見る余裕もあった。
イサベルの名はイサベル1世 (カスティーリャ女王)から。リアンは出身地アリア・リアンを、トラは種族名を示している。神輿は「ライオンなのにトラなのか」と績に訊いた。
レイ・チャンドラー
周防麗のキャラクター。陸王人の女性。世代を越える強力な呪いによるアルビノ。日光に弱く、無意識に源を消費する事で肌を守っている。その負担により源操術は使えない。吸血鬼に該当する存在だが人間からは吸わず、大食いで賄っている。牙は生えていないが犬歯が尖っている。足音がしない。
アリア・ベッラ源操術管理局機動捜査隊所属。助っ人として派遣されたクロリア帝国でフレッドとコンビを組みアノー・ブレソール邸での任務を達成した後、グランベルタン家からの依頼でジンガッシュ達と共に行動する。プレイヤーである周防麗と同じく射撃武器の使い手。徹甲弾や焼夷弾といった多様な弾薬を発射できる仕掛け弓で戦う。
名前はレイモンド・チャンドラーから。周防がキャラクター名を決定した時、紀が「ハードボイルド小説家とその作品が頭に浮かんだ」と反応している。
ブリューゲル・フレッド
相馬翔のキャラクター。若い男性。翡翠眼と陸王人の混血。左目が翡翠眼で右目は青い。翡翠眼の側に術の触媒となる片眼鏡をかける。細身の長身で緋色の外套を着ている。クロリア帝国スタッドロウ源操術管理局に勤め始めた新人で、アリアから助っ人として派遣されたレイと共にアノー・ブレソール邸の捜索へ赴く。高い波動感知力を持ち、その力は地上にいる者の源操術や源巣体の使用を下水道から感知できる程。ゲームとしてのステータスは波動感知力2。
地母神術を専門としている。フィールド上での罠探知や目標物探索の他、回復と防御が主な役割。攻撃手段には乏しいが、味方と敵の間に壁を作りそこに敵を衝突させてひるませるという芸当を見せた。
姓はピーテル・ブリューゲルから。作中ではブリューゲルという苗字は相馬の母方の祖母の姓が由来であると語られている。名は相馬翔のミドルネーム、フレデリックの愛称。

#### その他の人物
酒場の夫婦
ジンガッシュらが住むシャコンヌ村の酒場を経営する装鱗族の夫婦。夫が緑鱗で配膳担当、妻が白鱗で調理担当。他の従業員の存在は不明。実子を亡くしており、村の若者達の事を自分の子供のように見ている。
メランセ
装鱗族の老婆。火の精霊術師。酒場の旦那に頼まれ、店の灯りとして苦木の杖で火蜥蜴を召喚した。
デクマンス・ギギンデラン
ジンガッシュと同じ装鱗族の槍術士。村々の代表による模擬戦の舞台で名試合を演じた男。低い姿勢のジンガッシュに対してギギンデランは上段の構えで戦った。年が近い2人は意気投合し再戦を誓ったが、十字犬に敗れ重傷を負ってしまう。ジンガッシュよりも大柄で青鱗。瞳は水色。
リゴードン・バンガンサ
ジンガッシュの友人。黄色い鱗の装鱗族。肥満体で渾名は膨れっ腹。巨体に似合わず「村から出るのでさえやっと」という人物で、一人旅をして来たイサベルに感心する。翡翠眼を警戒しているが、サイモンの事は信用しつつある。
商人の女
ヘゾン・アンデルパッソへの護衛を依頼した陸王人の業者。初老の小柄な女性。ジンガッシュが生まれる前に彼の故郷であるシャコンヌ村へも商売に訪れていた。積み荷の豆を風琴鳥に襲われる。
サマンタ・コロモッチャ
ヘゾン・アンデルパッソの案内を務める土鬼の若い娘。三つ編み。一本角。台詞を読み上げた績が「自分で書いて自分で後悔した」と言う程の早口。
ギュスターヴ・レイモン・グランベルタン
グランベルタン領主リュシアンの弟。翡翠眼の男性。40歳。撫で付けた髪と捻り上げた髭。芸術家のパトロン。ジンガッシュ達にベントレン邸の強制捜査を依頼する。（第1巻後半のセッション内容）
名はギュスターヴ・モローから。
ベントレン・カシオッタ
翡翠眼の男性。元老院議員。グランベルタンの土地を不正に地上げし、盗賊との関係が疑われている。ギュスターヴはベントレンの妻デジレーと不倫関係にあり、彼女を手に入れる事も依頼目的のひとつだった。
アーロン
グランベルタン家の執事。陸王人の中年男性。アリア衛士団第十三遊撃小隊の元副隊長。筋骨隆々とした体格。レスリーティ小隊長の死後、双子の娘の後見人となった。ジンガッシュ達の任務に同行し、変形型の篭手を装着して戦った。ジンガッシュに衛士としての心得をアドバイスする。
NPCだが、ベントレン邸に立ち入る場面では中島がPCとして操作した。
モルガーヌ・レスリーティ
グランベルタン家の執事。翡翠眼の若い女性。アーロンと共にギュスターヴの傍についている。エメリーヌとは双子の姉妹で瓜二つ。黄緑色の瞳。蒼黒い髪。口数が少ない。
エメリーヌ・レスリーティ
グランベルタン家の為に働いている翡翠眼の若い女性。ボーイッシュで革鎧を着ている。モルガーヌとは双子の姉妹。顔は瓜二つだが、寡黙なモルガーヌと違ってエメリーヌは多弁。ラネッタに懐く。ベントレンの様子を森の小屋から偵察していた。
アーロンと同じくNPCとしてパーティに同行する。ベントレン邸に立ち入る場面では神輿がPCとして操作した。スタンガンに似た機能を持つ短剣で戦う。隠密行動の為に周囲の音を消す等、風の精霊術も使える。ベントレンの剣を胸に受けるが致命傷には至らず、ラネッタらに治療を受けた。
アノー・ブレソール
翡翠眼の男性。50歳。着流し姿で帯刀している。高名な家の傍系に当たり、金融で財を成した。聖女派との関係が疑われ身柄と邸宅が源操術管理局による捜査対象となった。フレッドとレイによる彼の邸宅への潜入任務が第2巻前半のセッション内容である。
ブレソール自身は源操術管理局に自ら出頭して容疑を否認。その後協力者として局内に滞在する。
プリウ・アベル
スタッドロウ源操術管理局の局員配置担当官。翡翠眼の男性。垂れ耳に丸眼鏡。ブレソール邸での任務を終えたレイとフレッドを労い、二人の相性を確認した。その後の新たな任地としてグランベルタンの名を出す。
カルメ・ポール
スタッドロウ源操術管理局の老取調官。翡翠眼の男性。アベルの元上司。ブレソールの取調べを担当する。低い鼻と垂れ眉。ポールの柔和な顔にレイが懐かしさを覚える描写があるが、二人の関係性は不明。
ジャルベール・ゾーエ
スタッドロウ源操術管理局の警備部に所属する翡翠眼と陸王人の混血女性。ポールの補佐に就いている。緑がかった黒い瞳。短髪。風の精霊術師。
ガヌー・メリザンド
ブレソール邸のメイド。翡翠眼の若い娘。ブレソール邸からレイとフレッドが連れ帰った。その後はスタッドロウ源操術管理局で雑務を任されている。局内でブレソールと再会し、彼の小間使いをする事になった。本人は都会で仕事を得られたと喜んでいる。
シャティナ・クォ・ジーナス
四本腕の深世族。「四腕聖（しわんせい）のシャティナ」。人間界の男性と結婚し、子を儲ける。命を代償に魔女を倒した。イサベルは幼少期にその姿を直接見た事がある。
マライア
深世族と関係を深め、世界に平和をもたらそうとした陸王人の女性。聖女派からは「聖女」と、それ以外からは「魔女」と呼ばれる。
ステファン・エラッチ
ペチョーノ区画観測所と環境保全所の主任研究官。土鬼の老人。埋もれた観測所から研究記録を持ち帰るようフレッド達に依頼した。
アチェリー・ソコルソッチ
ペチョーノ区画での任務においてフレッド達に同行した土の精霊術師。30代の土鬼女性。赤い巻き毛で二本角。地形操作に長ける。同じ力を持つ土鬼男性マルコと知り合い。つるはしで戦う。
セシュラウド
聖女派が聖伴と呼ぶ深世族。聖女の復活を預言し深世界へ退いた。

#### エンドレス・ヴァースに登場したモンスター
十字犬（じゅうじけん）
口が縦横十文字に裂ける異形の犬。生息数が多く一般的なモンスターだが、ギギンデランとジンガッシュを倒した十字犬は格別に手強い個体だった。再戦時にもジンガッシュらを苦しめるが、パーティによる連携の前に倒れる。
風琴鳥　（ふうきんちょう）
集団で行動する野鳥。実在の風琴鳥とは習性が異なり蝗のような存在として描かれている。ゲーム上は風琴鳥の集団を1つの敵として扱い、プレイヤー側が出した総ダメージ量が規定値に達すれば撃退できるというルールで処理された。
ジンガッシュ達が護衛していた商人の荷車が襲われるが、イサベルの咆哮によって大半が飛び去るかその場に墜落した。
土蜘蛛（つちぐも）
アンデルパッソで土鬼の作業を手伝う巨大な蜘蛛。糸で地下道の劣化部分を補修する等、土鬼と共生関係にある。土鬼をかばって死んだ土蜘蛛を偲ぶ祭りが催されている。脚部には毛と共に棘が生えており、毒を持つ種もいる。
火を吐く馬
名称不明。馬を素体として翼や角を付け加えられ、尾も鎌鼬の刃に変えられたキメラ。沸騰した血液と毒素でレイのまといを全て剥がし火傷を負わせたが、徹甲弾により葬られる。その死に際の様子から現実パートでは馬肉や競馬の話題に発展した。
死亡時に翼、尾、内臓の一部が消失した事から深世族の身体がパーツとして用いられていた可能性があるとの推測が立った。遺骸はフレッドの手で源操術管理局へと転送された。
みみず
アンデルパッソ付近に生息する巨大なミミズ。土を食べて浄化するという役割を果たしているが、人をそのまま呑み込む事もある。接近すると地震に似た強い震動が発生する。建造物は静電気で追い払う仕掛けによって守られている。
黒もぐら
猪大のもぐら。土鬼達が家畜化を試みたが果たせなかった害獣。仲間と連携しレイを悩ませるが、サイモンが土の精霊を操り転倒させて動きを止めた。
血吸い蝙蝠（ちすいこうもり）
大量に飛来した吸血蝙蝠。噛まれた衝撃が弱い為にまといが反応せず、吸血によるダメージを防げない。戦闘は風琴鳥と同様に集団を1つのモンスターとして扱い行われた。

## 用語

### 現実パートの用語
エンドレス・ヴァース
紀と績が制作中のTRPG及びその原作小説。六面体ダイス1つのみで全ての成功判定やダメージ算出を行う。ゲームマスターが提示した判定値を基準として、それ以上の目を出すと成功、未満は失敗となる。その他トランプでキャラクターや地形を示す等、特別なダイスやフロアタイル、ミニチュア類を用いずプレイできるように設計されている。プレイヤーには行動値が1ターン毎に3点与えられ、それらを消費する事で複数回行動できる。ただし行動値を残さないと敵のターンに防御行動が取れない。プレイヤー自らがキャラクターの英雄譚を語る事で有利な判定結果をもたらす特別ルールがある。英雄譚は使用回数等の仕様が固まっておらず、ゲームマスターである紀によって修整が告げられる場面もある。
ストーリーは作者が過去にウェブ上で連載していた小説『Heroic Verse』（ヒロイック・ヴァース）の続編。世界観は作者が学生時代にプレイしていたオリジナルTRPGが原型である。
「情報伝達手段が発達しており人材の管理は紀達の世界＝1990年代の世界よりも充実している」という描写から、現代のインターネットに類似する情報ネットワークが存在していると思われる。現金ではなく腕輪をかざして決済する等、電子マネーに類似する技術も見られる。
魔法使いとまじない
紀が中学生時代に遊んでいたというTRPG。マジシャンズ・アンド・ヘクシズとルビが振られている。「TRPGの元祖」という位置付けで、元ネタは『ダンジョンズ&ドラゴンズ』。
特異事象
績綾を中心に半径数十メートルから百メートルを越える範囲に展開される異常現象。範囲内に入った生命や物質は存在自体の定義を失う。ほとんど全ての物が運動を停止する為に時間が止まっているように見える。実際はその逆で通常空間よりも速く時間が流れており、外側の時間の僅か千分の数秒が特異事象内での数時間に相当する。
相馬と周防、成田だけが定義を失わずに活動できる。紀も動ける事は組織にとって想定外だった。績は眠った状態になり、目を覚ますと事象は終わる。定義を失わない者を事象の内側で放置するとそのまま歳を取り老衰死に至る恐れがある。
組織
績と特異事象を調査している謎の組織。相馬邸の隣にあるスポーツジムの地下に活動拠点が設けられているが、訪れた紀からは普通の会社のオフィスにしか見えなかった。
相馬、周防、松本以外にも複数名が活動している。組織全体の規模は不明。特異事象が発生する日時等、何らかの手段によって未来の出来事を予測して事前に対策を練っている。
フレーム粒子
現実世界において空間の基礎となっている架空の粒子。ダークマターと思われていた存在であり、エンドレス・ヴァースにおける源と同質の物。
周防と相馬はフレーム粒子を利用する装置を携帯している。作中では周防が2点バーストの拳銃や盾を瞬時に作り出し、鎌鼬との交戦に用いた。身体を守るバリアともなり、エンドレス・ヴァースにおけるまといとの類似性が見られる。時空間を破壊する兵器の開発にもつながるとして、組織は関連するテクノロジーを秘匿している。紀にもシールドを提供するのみで武器は渡されなかった。
シールド
フレーム粒子を利用して衝撃を打ち消す装置。バリアとも呼ばれている。エンドレス・ヴァースにおけるまといと同質の物。相馬曰く「百キロで走る大型トラックにはねられたり戦車の大砲で撃たれても一度なら無傷で済む」程の防御力を持つ。衝撃は吸収できるが痛みはある。（ファントムペイン）
周防はチョーカーとして首に、相馬は足首に装着している。紀はリストバンド状の「使い捨て版」を受け取った。紀は周防から彼女と同じ物を勧められたが周囲の反応を恐れて断った。
ミネルヴァ・サーガ
績が感銘を受けたというRPG。元ネタは『ミネルバトンサーガ』。
他にも『ホワイトトパーズ』（ザ・ブラックオニキス）、『覇邪の末裔』（覇邪の封印）、『女神復活』（女神転生）、『最後の幻想』（ファイナルファンタジー）等、周防がクリアしたタイトルという形で1990年当時販売されていた作品を彷彿とさせる架空のゲーム名が登場する。

### ファンタジーパートの用語
源（みなもと）
他のファンタジー作品におけるマナに該当するエネルギー。空間を満たしている。術の使用等で源を消費すると空間に穴が開き、それを埋める為に周辺の源が移動する。その際に発生する波が源の波動と呼ばれる。敏感な者は源の波動が何によって発生したかを感じ取る事が可能で、ゲームでは波動感知力という能力値でその感度が表されている。戦時中には激しい源の波動を人工的に発生させて波動感知力の鋭い者を精神的に攻撃する行為等もあった。
源の存在や性質には現実世界におけるフレーム粒子との類似性が見られる。
源操術（げんそうじゅつ）
源を利用する術。魔法に該当し、攻撃や治癒を行える。念じるだけで使える念力系、呪文を唱える言ノ葉系、魔法円を描いて使う術円系等使い方や唱え方がそれぞれ異なる。
精霊を召喚する術も存在する。火や水といった属性の精霊術を用いると術者の属性もいずれかに偏り、相剋関係にある属性の精霊術は使えなくなる。そのルールは相剋相殺の理（そうこくそうさいのことわり）と呼ばれている。
源巣体（げんそうたい）
源と源操術を封じ込めた物品。軽く念を込めるだけで術の効果を得られる為、術師でなくとも活用できる。源操術同様様々な物が存在し、日用品としても流通している。
まとい
源巣体の一種。身体を守るバリアを発生させる。ダメージを受けるとまといがそれを肩代わりする。その際に紫色の光が散る。現実世界の組織が製作したシールドと類似性が見られる。乗り物や貨物にはまといに似た囲いの術がかけられている。
源操術管理局
警察に該当する機関。源操術や源巣体の不正使用等を取り締まっている。国を跨いだ犯罪の追跡や局員の出向も行われている。フレッドやレイが所属している。
劇中では容疑者であるブレソールをスタッドロウ源操術管理局内で聴取する様子等が描かれている。レイは『術管』と略して呼ぶ。
深世界（しんせかい）
人間界とは別次元に当たる世界。深世族が住んでいる。深き世（ふかきよ）とも言う。キャンペーンの時点では2つの世界を結ぶ接点が閉じられている。
深世界は人間界と比べて空間の基礎である源の濃度が高い。深世族は人間界へ出現する際に自らの身体を造り直す必要がある。逆に人間界の生命が深世界へ入り込もうとすると存在自体が押し潰されてしまう。
仕掛け物（しかけもの）
源巣体を仕掛けやエネルギー源として作動する機械や道具類。携帯電話代わりの手鏡、自動車に当たる駒、ホログラム装置に当たる受映盤等が登場する。
レイが用いる仕掛け弓も仕掛け物の一種で、発射機構と弾薬にそれぞれ源巣体を利用している。複雑な構造を持つ物は大仕掛けと呼ばれる。
駆け駒、浮き駒（かけごま、うきごま）
自動車に該当する乗り物。駆け駒は車輪によって走り、浮き駒は浮いて移動する。浮き駒は震動が皆無で、瀕死の重傷を負ったジンガッシュもこれによって運ばれた。荷台を備えた駆け駒も存在する。ジンガッシュ達はそれらで荷物を運ぶ商人の護衛を務めた。
バイクのように二輪の物も存在する。周防がその構造に興味を抱いて績に設定を尋ねたが、作者の彼女は車の構造に疎かった。車輪はタイヤではなく木製や金属製の物が剥き出し。物理的なサスペンションに加え、源巣体によって路面との接地や衝撃がコントロールされている。
地母神宮、地母神官（じぼしんぐう、じぼしんかん）
病院に該当する場所とそこに勤める神官達。傷付いたジンガッシュが仲間の手によって交易街ヘゾン・ゼーニャの地母神宮へと搬送され、治療を受けた。
信号灯
遠隔地に討伐任務の成否を伝える物。討伐完了なら青を、緊急時には赤を打ち上げる。「緊急時に打ち上げている余裕はないのでは」と指摘を受けた績は、所持者が致命傷を負うと信号灯が自動で打ち上げられるという設定をその場で考えた。
アリア王国
物語の舞台の1つ。クロリア帝国に対抗し得る唯一の王国。軍隊に該当するアリア衛士団が存在する。種族や出身を問わず有能な者を重用する。立憲君主制であり、現国王はエイリ・アリア。
ジンガッシュの故郷であるシャコンヌ村や交易街ヘゾン・ゼーニャが含まれる。
クロリア帝国
物語の舞台の1つ。世界最大の帝国。世界人口9億人に対し4分の1に当たる2億2千万人を抱えている。言語はクロリア語で英語やフランス語他の欧州言語を合わせた架空の物。アリア等周辺国でも用いられている。発音やスペルは国により異なる。
酪農地帯のグランベルタンや、フレッドの故郷である大都市スタッドロウが含まれる。グランベルタンの依頼でジンガッシュ組とフレッド組が合流した。
フェイフォン
東の果ての国。地母神樹を守護している。アーロン宅に置かれたフェイフォンの刀を見て、地母神樹の枝に命を救われたジンガッシュは深い感慨を覚えた。
ヘゾン山脈
アリア王国とクロリア帝国の国境に当たるヘゾン・ピレン連峰を形成する山脈。麓にはシャコンヌ村とヘゾン・ゼーニャ、内部には土鬼の地下都市ヘゾン・アンデルパッソが存在する。
気紋
指紋同様に個人の識別や解錠等に用いる。源操術管理局員は捜査において他者の気紋をコピーして使用する権限を持つ。
聖女派
聖女を崇めるテロ組織。恒久平和を目指し魔女の誘惑と呼ばれる大乱を起こした。アーロン曰く「（聖女派は）人間に完全性を求めた。完全なる倫理。完全なる平和。それにそぐわない者の洗脳、もしくは排斥」という過激な集団。デ・アアの力を利用して人類を統一し、世界から争いをなくすという大義を掲げていた。
魔女の誘惑
蜂起した聖女派との間で交わされた世界規模の戦争。聖女派側は聖女闘争と呼ぶ。兵士達が聖女派に操られて同士討ちを演じ、アーロンの部隊も多数の死者を出した。キャンペーンの舞台は魔女の誘惑終戦から約一年後の世界。
デ・アア
深世界に封印された存在。聖女派がその力を用いて人類の統一を計画したが阻止された。績曰く「宙に浮かぶ黒いアメーバ」。「デ」は定冠詞のTheに該当し、「アア」は恐れを意味する。
惑星神と暦
太陽系の惑星を守護する神々。それぞれに信仰を集めていた。実際に力を人々に与えたのは地母神ミ・ルシアンのみで、他の宗教は廃れた。光贄魔戦衛識奏という一週間の曜日に名が残っている。
曜日にまつわるエピソードとして、ブレソール邸の清掃の為に出勤予定だったメリザンドが週末を奏の日＝土曜日ではなく光の日＝日曜日であると解釈して無断欠勤扱いになるという物がある。その結果メリザンドはフレッドとレイが邸内に潜入する場面に遭遇した。エンドレス・ヴァースの世界でいずれが週末であるのかについて本文中に明示はない。

### 種族
人間とは異なる知的種族が登場する。他のファンタジー作品でも見られるエルフやドワーフに該当する亜人種が中心だが、本作独自の種族も存在する。
陸王人（りくおうじん）
地上で最も個体数が多い人間種族。現実世界の人類に近い。他種族と比べて特別に秀でた能力は持たないが、環境への適応力が高い。術が未発達だった時代から世界各地に生息域を広げていた。
稀に鬼王（きおう）と呼ばれる特殊な力に目覚める者がいる。翡翠眼の術に対抗する為の人体実験によって生まれた変異体であるとする説が有力。
翡翠眼（ひすいがん）
エルフに該当する種族。瞳が緑で耳輪上部が長く伸びている。ファンタジー作品で一般的なエルフの設定とは異なり、長命という特徴はない。
源操術の扱いに長け、歴史上支配的な地位に就いた期間も長い。過去には優性思想を持ち他種族を支配しようとしていた。
装鱗族（そうりんぞく）
リザードマンに該当する種族。本作においては概ね文化的な人間種族であり、モンスター扱いではない。全身を覆う鱗が防御力を高めているが寒さには弱い。翡翠眼に奴隷として使役されていた歴史を持ち、彼らに対する嫌悪と反感が根深い。
死後はザノール橋を渡って祖先の待つ死者の国へ行くという死生観を持つ。
海王人（かいおうじん）
マーマンやマーメイドに該当する種族。手足は四本指。細かな鱗が体表を覆っている。身体の一部を水中活動に適した形状へと変化させられる。
純粋な海王人は海中や海底を住み家とし、他種族のプレイヤーと一緒に行動できなくなる為にゲームのキャラクターとしては選択できない。プレイヤーがキャラクターとして選択できる海王人は他種族との混血で生まれた者のみであり、劇中ではラネッタ・アルル（海王人と陸王人の混血）がそれに当たる。
土鬼（つちおに）
ドワーフに該当する種族。短躯だが力強い。ドワーフと異なり髭を伸ばすという風習はない。1本から数本の角が生えている。第2巻の時点ではプレイヤーキャラクターに土鬼はおらず、NPCとしてのみ登場する。
獅子人（ししびと）
ライオンの頭部と体毛を持つ獣人。績はエジプト神話のマヘス（英語: Maahes）に着想を得た。咆哮によって周辺の生物の聴覚に強い刺激を与え、行動不能に陥れる事ができる。強靭な顎を持つ。イサベルは自分を拘束しようとする男に噛みつき一撃で気絶させた。
希少な種族であり、ゲーム上は「奇数か偶数かを選びサイコロを振ってそれらの目を出す」という条件をクリアしないと選択できない。劇中では神輿美代がこれに挑戦して成功、リアン・トラ・イサベルの誕生に至った。
深世族（しんせぞく）
深世界に住む種族。源操術を用いずに源の力を利用できる。死亡すると紫色の塵になって消滅するが時間が経つと深世界で復活する。源から物を生み出す造成の力を持ち、戦う際に体の一部を作り変える事ができる。
人間に等しい高度な知性を持つ者は高位、動物に近い者は低位に分類される。高位の深世族の中にはシャティナのように人間種族と結ばれ子供を作った者もいる。低位の深世族が人間界の動物と交配し、それが新たな種として定着したケースもある。十字犬はその一種。高位の者が死亡した場合、復活できても二度と人間界へは出現できなくなる。ラネッタは酒に酔い、シャティナが子供と会えなくなった悲しみを想像して嘆いた。